# Сейнер

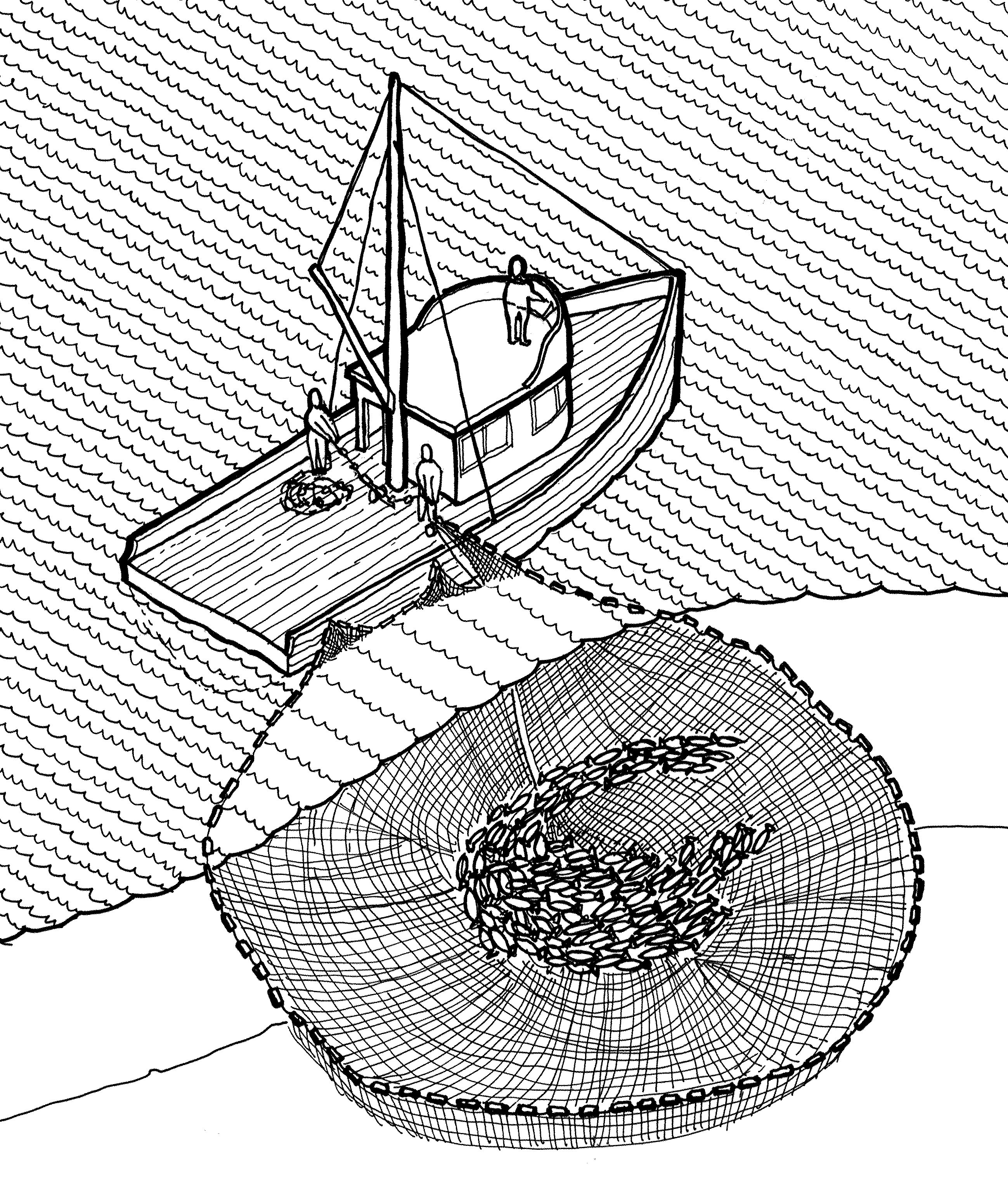
Судно, яке захопило косяк риби в кошелевий невід.

Се́йнер (англ. seiner від (purse) seine — «(кошелевий) невід») — рибопромислове судно для вилову риби снюрреводом або кошелевим неводом, який також може називатися сейн (англ. seine).
Сейнер — зазвичай однопалубне судно з надбудовою, зміщеною до носової частини. На кормі є робочий простір (сейнерний майданчик) для зберігання і обробки невода і поворотний майданчик, звідки він викидується при вилові. Один кінець невода при вилові закріплюється на допоміжному мотоботі, який під час переходів і пошуку риби знаходиться на робочій палубі сейнера або буксирується ним. Для підвищення маневреності у великих сейнерів іноді передбачаються засоби активного управління (активні стерна, поворотні висувні колонки, підрулювальні пристрої тощо). Сейнери обладнуються пристроями для вибирання невода і його укладання, установками для охолодження і машинами для обробки риби. Для пошуку скупчень риби сейнери оснащуються рибопошуковою апаратурою — наприклад, ехолотом.
Від траулера сейнер відрізняється, як правило меншою потужністю двигуна і палубної лебідки, хоча сучасні судна взаємозамінні (потужний сейнер може вести промисел тралом, а траулер — снюрреводом або кошелевим неводом).